# Napstjert Station
Napstjert Station er en tidligere jernbanestation og nu et trinbræt beliggende ved bebyggelsen Napstjert i nærheden af landsbyen Jerup i Vendsyssel, 25 km sydvest for Skagen og 16 km nordvest for Frederikshavn.
Trinbrættet ligger på Skagensbanen mellem Skagen og Frederikshavn.

## Trafik
Trinbrættet betjenes af Nordjyske Jernbaner, der foruden Skagensbanen driver Hirtshalsbanen, Vendsysselbanen og Aalborg Nærbane. Så man kan fra Napstjert køre til Skagen den ene vej og uden togskift helt til Skørping via Frederikshavn, Hjørring og Aalborg den anden vej.

## Historie
Ved banens åbning 24. juli 1890 var Napstjert et billetsalgssted uden sidespor. Ved banens ombygning fra smalspor til normalspor i 1924 blev der anlagt et læssespor af hensyn til et nærliggende privat mergelselskab. Transporterne ophørte dog i løbet af et par år, og sidesporet blev fjernet i 1929. I 1935 blev Napstjert nedrykket til trinbræt. Det blev lukket i januar 2005, men pga. massive borgerprotester blev det genåbnet året efter med ny læskærm og perron.
Det lille billetsalgshus blev i 1922 udvidet til en rigtig stationsbygning. Den blev solgt som privat bolig i 1968, hvorefter der blev opsat et simpelt venteskur. Stationsbygningens røde mursten er senere malet hvide. Det lille varehus fra 1908 er revet ned.